# Seymour Durst
Seymour Bernard Durst (Nueva York, 7 de septiembre de 1913 - Nueva York, 15 de mayo de 1995) fue un empresario estadounidense, inversor y promotor inmobiliario, conocido también como filántropo e inventor del impuestrómetro.

## Biografía
Nacido en el barrio de Washington Heights en Manhattan, hijo de Joseph Durst, proveniente de una familia de inmigrantes judíos originaria de Gorlice en Polonia, fundador de la Durst Organization.
Seymour Durst hizo sus estudios en la Horace Mann School en Riverdale, Bronx, en 1935 obtuvo un diploma de contabilidad en la Universidad del Sur de California.

## Vida personal
Se casó en 1940 con Bernice Herstein, con quien tuvo cuatro hijos: Robert Durst, promotor inmobiliario, implicado en tres homicidios diferentes, Douglas Durst el actual presidente de la Durst Organization, Wendy Durst Kreeger filántropa y escritora y Thomas Durst, filántropo y escritor.
Bernice murió el 8 de noviembre de 1950 a los 32 años, al caer o saltar del tejado de su propiedad en Scarsdale, Estado de Nueva York. No se determinó si se había suicidado o si había sido un accidente. Su hijo Robert dijo haber sido testigo del hecho, mientras que su hermano Douglas sostuvo que ninguno de los hijos presenció el accidente. Durst no volvió a casarse.